# Holoarctia rougemonti
Holoarctia rougemonti är en fjärilsart som beskrevs av Bang-haas 1927. Holoarctia rougemonti ingår i släktet Holoarctia och familjen björnspinnare. Inga underarter finns listade i Catalogue of Life.